# Cristo Redentor (Tihuatlán)
Der Cristo Redentor von Tihuatlán ist eine rund 22 Meter hohe Christusstatue in Tihuatlán im Norden des mexikanischen Bundesstaates Veracruz. Sie wurde dem Cristo Redentor in Rio de Janeiro nachgebildet, ist aber deutlich kleiner und wiegt „nur“ rund 750 Tonnen. Sie wurde nach anderthalbjähriger Bauzeit am 3. November 2007 eingeweiht.
Die Gesamthöhe des Monuments aus Stahl und Beton beträgt 31,5 Meter. In dessen Sockel befindet sich eine Kapelle. Die Wallfahrtsstätte liegt östlich von Tihuatlán an der Straße Vicente Guerrero, auf einem Aussichtspunkt, gut 100 Meter über der Stadt. Sie wird jährlich von Tausenden von Touristen besucht.
Die Spannweite der Arme des Christus beträgt 20,5 Meter.
Die Statue wurde ab 2006 geplant und vom mexikanischen Künstler Teodoro Cano Garcia (* 1932) aus Papantla zusammen mit einem Team realisiert; zum Team gehörten Lorenzo Rivera, Martha Guerrero, Jesus Alberto Hernandez, Gabriel Pérez Aragón, Eleuterio Sanchez Flores und Guillermo Tena.